# インテグリティ
インテグリティ（英: Integrity;[ɪnˈtɛɡrɪti]、中: 誠信）とは、正直さの実践と共に、高い道徳・倫理的な原則と価値観を持って一貫し、妥協なくそれらを遵守する振る舞いを指す。

## 意味

### 一貫性のある
倫理においては、インテグリティはその行いにおいての正直さと真実性、または正確さとみなされる。インテグリティの反対に位置するのは偽善である。つまり、インテグリティの基準に基づいて判断するとき、その対象者の内心の道徳的一貫性が必要であり、明らかな内部矛盾を抱えるその当事者はその内部的不整合性について責任ある説明を求められるか、または自らの信念の変更を余儀なくさせられる、という事になるからであるからである。  

### 全体性・完全性
英単語のインテグリティは、ラテン語の「全体または完全」を意味する形容詞 Integer から派生し、
integer (feminine integra, neuter integrum)
1. 全体の, 完全な, 無傷の
2. 無事, 大丈夫な, 健全性
3. 派生語として英語の「整数（Integer）」

を意味する。
この文脈において、インテグリティは誠実さや一貫性などの内なる資質から派生する「全体性」を意味することになる。ゆえに、ある人にインテグリティがあるどうか、という時に、その人が自分が保持すると称する価値観と信念と原則に従って行動している場合においてのみ、その人は「インテグリティ」がある、持っている、という事が出来る。単に自分には高い道徳・価値観・信念を持っています、というだけではインテグリティがあるとは言えない。

## 用法
- データインテグリティ。デジタル・インターネット分野で頻繁に利用される。内部的整合性が取れていて、なおかつあるべき情報が完全に揃っていることを指す。 データ完全性
- 身体的な、フィジカルなインテグリティという場合も（損なわれていない）身体的な「全体性」や「健全性」を意味することになる。「身体的インテグリティ」
- 専門職の、例えば、医師などが適切なライセンスを持ち、なおかつ麻酔等の薬物乱用をしていないか、最新の情報にキャッチアップしているか、等々、1つの職に対する、資格要件のような意味でも使われ、監督機関や病院の運営によって、「physician integrity」と言って、そのチェック（一環としてポリグラフ検査も）なども欧米では行われることがある。
- 研究におけるインテグリティ。「研究公正」（Research integrity）
- ビジネス（倫理）用語。
- 世界遺産に求められる条件の一つ。世界遺産としての価値を証明する研究や過不足ない物証、法的保護根拠などが揃っていることを指す。「世界遺産#完全性」参照